# Jim Jeffcoat
James Wilson Jeffcoat, Jr. (* 1. April 1961 in Long Branch, New Jersey) ist ein ehemaliger US-amerikanischer American-Football-Spieler. Er spielte als Defensive End in der National Football League (NFL) bei den Dallas Cowboys und den Buffalo Bills.

## Spielerlaufbahn

### College
Jeffcoat spielte bereits an der High School Football und erhielt ein Stipendium an der Arizona State University. Er spielte vier Jahre für die Arizona State Sun Devils und war dabei drei Jahre lang Stammspieler in der Defense. Jeffcoat zog mit seiner Mannschaft 1982 in den Fiesta Bowl ein. Im Spiel wurde die Mannschaft der Oklahoma State University mit 32:21 geschlagen. Jeffcoat bot in diesem Spiel eine herausragende Leistung und wurde in das Fiesta Bowl All-Time-Team gewählt, in welchem sich die besten Spieler befinden, die jemals im Fiesta Bowl gespielt haben. Jeffcoat machte auf dem College seinen Abschluss in Betriebswirtschaft und Kommunikationsmanagement, hatte sich aber bereits bei den NFL Scouts einen Namen gemacht und wurde Footballprofi.

### NFL
Jeffcoat wurde in der NFL Draft 1983 von den Dallas Cowboys in der ersten Runde als 23. Spieler ausgewählt. Die Cowboys wurden zu dieser Zeit von Tom Landry trainiert. Die Cowboys waren mit ihm als Head Coach in den 1970er Jahren eines der besten Teams der NFL. Landry konnte allerdings diese Erfolgsserie im folgenden Jahrzehnt nicht fortsetzen. 1989 kaufte Jerry Jones die Dallas Cowboys. Eine seiner ersten Handlungen war die Entlassung von Landry und die Etablierung seines alten Kommilitonen Jimmy Johnson als neuen Trainer. Jones und Johnson hatten den Plan durch die Abgabe von Stars wie Herschel Walker Draftrechte zu sammeln, um ein neues Team mit jungen, erfolgshungrigen Spielern aufzubauen. Diese Spieler sollten dann mit nicht minder leistungsstarken bereits in Dallas spielenden Profis an die Ligaspitze herangeführt werden. Diese Aufgabe fiel unter anderem Jeffcoat zu, der in der Defense seiner Mannschaft eine Schlüsselposition einnahm und dabei half junge Spieler wie Tony Tolbert oder Darren Woodson an die Ligaspitze zu führen. Die Cowboys entwickelten sich mit diesem Plan zu einem der besten Footballteams der 1990er Jahre.
Jeffcoat gewann mit den Cowboys zweimal den Super Bowl, im Super Bowl XXVII und im Super Bowl XXVIII wurden jeweils die Buffalo Bills mit 52:17, bzw. 30:13 geschlagen. Im ersten Spiel konnte Jeffcoat einen Fumble durch Frank Reich, den Ersatzquarterback der Bills, erzwingen, der durch Leon Lett bis kurz vor die Endzone der Bills getragen wurde, allerdings nicht zu einem Touchdown führte, da es Don Beebee gelang Lett den Ball aus der Hand zu schlagen. Im zweiten Spiel gelang es Jeffcoat zusammen mit Charles Haley den Quarterback der Bills, Jim Kelly, hinter der Line of Scrimmage zu Fall zu bringen (Sack). Die Bills mussten den Ball daraufhin punten und die Cowboys erzielten bei der nächsten eigenen Angriffsserie einen Touchdown durch Emmitt Smith.
1995 wechselte Jeffcoat selbst zu den Buffalo Bills und beendete 1997 in Buffalo seine Laufbahn.
Jeffcoat spielte 15 Jahre in der NFL. Ihm gelangen dabei 102 Sacks und zwei Interceptions. Er konnte elf Fumbles erobern und drei Touchdowns selbst erzielen. Zusammen mit Bob Lilly hält er noch heute den Teamrekord der Cowboys von fünf Sacks in einem Spiel, 1986 und 1992 erzielte er jeweils die meisten Sacks seines Teams in einer Saison.

## Trainerlaufbahn
Nach Beendigung seiner Spielerlaufbahn kehrte Jeffcoat 1998 zu den Cowboys zurück und wurde dort zum Assistenztrainer ernannt. Er war in Dallas bis 2005 für das Training der Defensive Ends zuständig. 2008 nahm Jeffcoat ein Angebot der University of Houston an und war dort für die gesamte Defensive Line verantwortlich. In den Jahren 2011 und 2012 trainierte er die Defensive Line der San José State University. Im Jahr 2013 war er in der gleichen Funktion an der University of Colorado tätig. 2018 betreute er die Defensive Line der Orlando Apollos aus der Alliance of American Football. 2019 verpflichtete er sich als Assistenztrainer bei den Dallas Renegades, die in der neugegründeten XFL beheimatet sind.

## Ehrungen
Jeffcoat befindet sich im All Star Team der Dallas Cowboys und des Fiesta Bowls. Ferner ist er Mitglied in der Arizona State Hall of Fame.

## Sonstiges
Jeffcoat ist verheiratet und hat vier Kinder. Er lebt in Plano, Texas. Sein soziales Engagement brachte ihn dazu zugunsten einer wohltätigen Einrichtung an einem „Abnehmwettbewerb“ teilzunehmen. Er soll dabei 50 Pfund abgenommen haben.